# 今村有隣

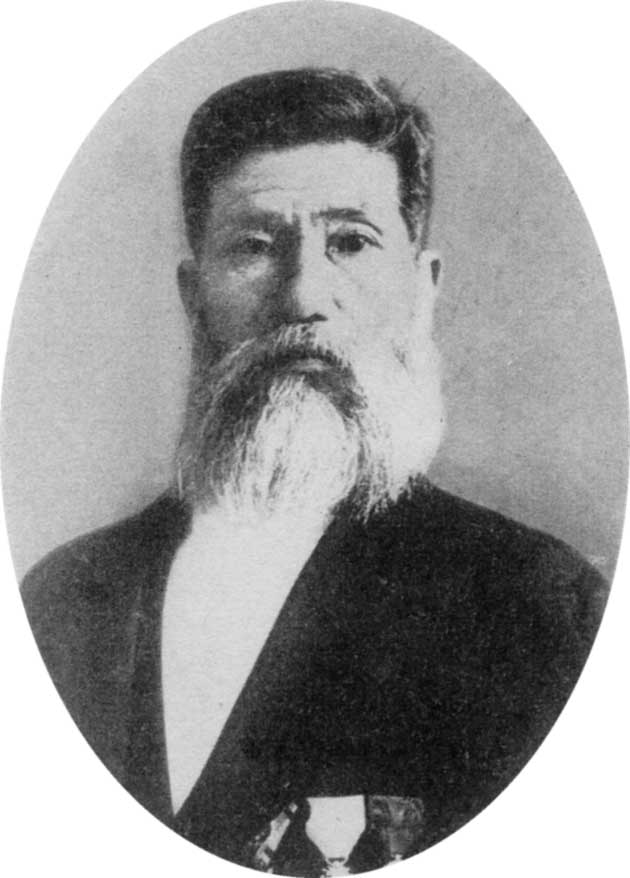
今村有隣

今村 有隣（いまむら ゆうりん / ありちか、弘化2年4月25日（1845年5月30日） - 大正13年（1924年）9月27日）は、日本のフランス語学者。

## 経歴
加賀藩出身。1863年（文久3年）から6年間、横浜でメルメ・カションについてフランス学を学んだ。1869年（明治2年）に大学南校に入り、翌年
大学少助教となった。文部少助教、文部中助教、東京外国語学校教諭、大学予備門教諭、東京商業学校教諭、第一高等中学校教諭、同幹事、第一高等中学校教授・高等商業学校教授、第一高等学校教授を歴任した。1906年（明治39年）には第一高等学校校長に就任した。

## 栄典
- 1906年（明治39年）11月10日 - 従四位[2]

## 著書
- 『仏語啓蒙』（1882年）
- 『対釈応用 仏蘭西文法 附・作文例及習慣句』（博文館、1899年）

## 親族

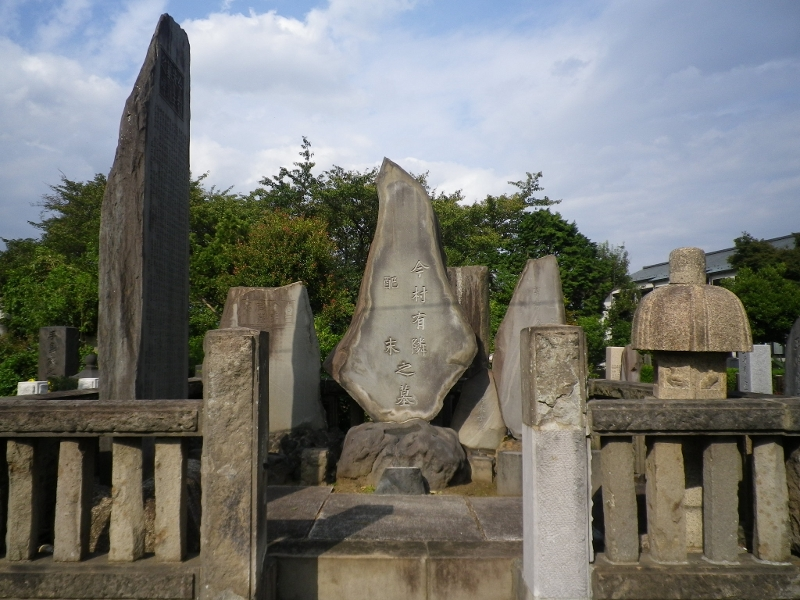
今村有隣の墓（染井霊園）

- 今村新吉 - 長男。精神医学者。
- 今村次吉 - 二男。大蔵官僚・実業家。
- 辻新次 - 妻の兄。男爵・貴族院議員。